# Daniel Alves da Mota
Daniel Alves da Mota (11 september 1985) is een Luxemburgse voetballer van Portugese afkomst die bij voorkeur als aanvaller speelt. Hij verruilde in 2008 Etzella Ettelbruck voor F91 Dudelange. Hij heeft een jongere broer die ook voetbalt, David Alves da Mota.

## Clubcarrière
Da Mota debuteerde in 2011 in het betaald voetbal in het shirt van Etzella Ettelbruck. Daarvoor maakte hij 77 doelpunten in 133 wedstrijden. In het seizoen 2006/07 werd Alves da Mota topscorer in de Luxemburgse competitie met 24 doelpunten. Etzella Ettelbruck verkocht Da Mota in 2008 voor € 65.000 aan F91 Dudelange.

## Interlandcarrière
Da Mota debuteerde in 2007 in het nationaal team. Hij wist twee doelpunten te maken voor zijn land tegen Slowakije, in een oefenduel dat gewonnen werd met 2-1.

## Erelijst
- Topscorer Nationaldivisioun

2007 (26 goals)
- Luxemburgs voetballer van het jaar

2010/2011